# Lorenzo Berlese
Lorenzo Bernardo Berlese (Campomolino, 1784 – Campomolino, 16 agosto 1863) è stato un abate e botanico italiano.

## Biografia
Nacque a Campolino, attuale frazione di Gaiarine. Fu ordinato sacerdote presso il Seminario Vescovile di Ceneda.
Era in particolare uno specialista nelle camelie. Benché nato in Italia, fu a Parigi, dove visse per circa 40 anni e dove aveva le sue proprie serre, che compì la sua opera. La sua fortuna personale gli permise d'installare a proprie spese le sue serre, ove raccolse una collezione di circa trecento specie e cultivar di camelie.
Dopo la pubblicazione della sua notevole Iconographie, abbandonò lo studio delle camelie, cedette la sua collezione a un'impresa orticola e tornò in Italia.
Nella prima edizione del suo libro, pubblicato nel 1837, iniziò a stabilire un sistema di classificazione formale delle varietà di camelia. Fu cofondatore (con altri 400) e vice presidente della Société Royale d'Horticulture de Paris, antesignana della Società orticulturale nazionale di Francia. Viene ricordato dalle specie Camellia Berlesiana e Camellia Campomolendina che ricordano il suo nome e il suo luogo di nascita.

## Opere
- (FR)  Monographie du genre Camellia, ou essai sur sa culture, sa description et sa classification, Paris, Mme Huzard, 1837, 132 p. Google Books
- (FR)  Iconographie du genre Camellia ou description et figures des Camellia les plus beaux et les plus rares peints d'après nature, Paris, 1839-43, 400 p., 300 pl. coul. MBG Library